# Вајкеле (Хаваји)
Вајкеле (енгл. Waikele) насељено је место за статистичке потребе у америчкој савезној држави Хаваји. По попису становништва из 2010. у њему је живело 7.479 становника.

## Демографија
Према попису становништва из 2010. у граду је живело 7.479 становника.
| Група             | 2000.  | 2010.         |
| Белци             | . (.%) | 1.096 (14,7%) |
| Афроамериканци    | . (.%) | 200 (2,7%)    |
| Азијати           | . (.%) | 4.043 (54,1%) |
| Хиспаноамериканци | . (.%) | 551 (7,4%)    |
| Укупно            | .      | 7.479         |